# Henri Simon (marxiste)
Pour les articles homonymes, voir Simon et Henri Simon.
Henri Simon, né le 25 novembre 1922 à Rozay-en-Brie et mort le 16 décembre 2024 à Visan,, est un militant marxiste français, partisan du communisme de conseils, successivement membre de Socialisme ou barbarie, d'Informations et correspondances ouvrières et, depuis 1975, d'Échanges et mouvement.

## Biographie

### Jeunesse et débuts professionnels
Fils d'un charpentier et d'une institutrice vivant dans une commune rurale de Seine-et-Marne, Henri Simon naît dans une famille d'orientation socialiste. Son père est le seul athée du village et sa mère organise des collectes de vêtements pour l'Espagne révolutionnaire. 
Pendant la guerre, il entre dans une école de technicien chimiste à Paris, mais doit interrompre cette formation pour raisons de santé. À partir de 1943, il participe à un groupe de résistance et fait partie des FFI à Rozay-en-Brie. À la Libération, il trouve un emploi aux Assurances Générales-Vie (nationalisées l'année suivante). 

#### Militant syndical CGT (1945-1952)
Séduit par le discours combatif de la CGT, il devient militant syndical, puis secrétaire de section. Mais, à partir de 1952, la combativité laissant la place à la diplomatie, il entre en conflit avec son organisation syndicale et est exclu sous la pression de militants du PCF. 
Il adhère alors à Socialisme ou barbarie, avec lequel il est entré en contact grâce à un collègue, Guy Gély, avec lequel il mène une activité syndicale au sein de son entreprise.

#### Le Conseil des AG-Vie
Ensemble, à partir de 1955, ils animent un « Conseil du personnel » au fonctionnement très démocratique, qui devance les syndicats aux élections professionnelles ; il publie le Bulletin employé . Malgré son succès, cette initiative suscite des débats internes au sein de Socialisme ou Barbarie, sur la capacité à fournir une véritable alternative aux syndicats. Le Conseil se dissoudra quelques années plus tard, mais le Bulletin employé et le groupe qui l'anime fonctionneront jusqu'au licenciement de Henri Simon en 1971.

### Socialisme ou barbarie

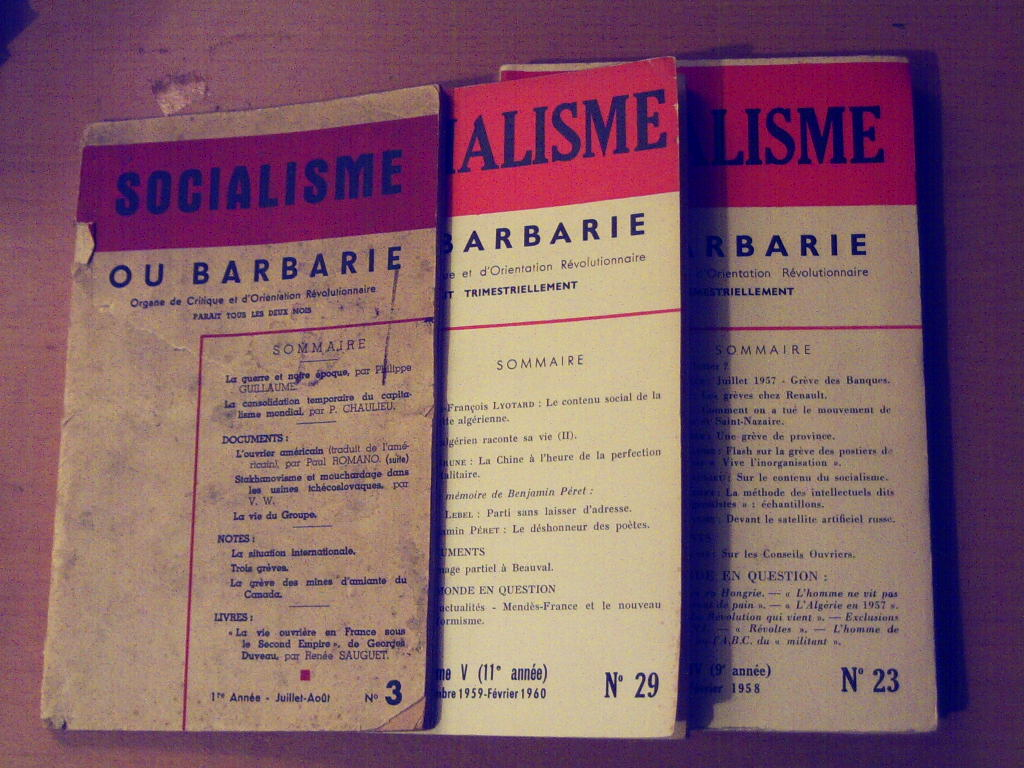
Quelques numéros du bulletin Socialisme ou barbarie.

Parallèlement, dans la revue Socialisme ou barbarie, Henri Simon rédige des articles consacrés aux mouvements de grèves en France, sous les pseudonymes de « J. Simon » et « Roger Berthier ». Il écrit ainsi sur les grèves d'août 1953 dans les assurances, puis sur les grèves de l'été 1955 et de l'été 1957 dans les banques. L'analyse des mouvements sociaux va rester, par la suite, la spécialité d'Henri Simon. 
En 1953, il rencontre le conseilliste néerlandais Cajo Brendel, venu établir des relations entre le Spartacusbond et Socialisme ou barbarie. Leur amitié durera jusqu'à la mort de ce dernier, en 2007. En mars 1956, il entreprend avec Guy Gély un voyage aux Pays-Bas afin d'établir des contacts avec les militants du communisme de conseils. Peu à peu, se forme au sein de l'organisation française un groupe favorable au communisme de conseils, ce qui leur vaut le surnom d’« œil d’Amsterdam ». Malgré les conflits, Cornelius Castoriadis considère qu'il a plus appris au contact d'Henri Simon et de Daniel Mothé, que des intellectuels du groupe (Pierre Souyri, Jean-François Lyotard, Alberto Vega).  

#### La scission de 1958
Avec la guerre d'Algérie et le « coup d'état » du général de Gaulle en 1958, Socialisme ou barbarie attire de nouveaux adhérents, principalement étudiants (notamment Gabriel Cohn-Bendit). D'une vingtaine de membres, le groupe passe à une centaine. Cela provoque un débat interne sur l'organisation. Castoriadis, soutenu par la majorité, propose la création d'un bureau politique et une ligne commune défendue publiquement par l'ensemble des militants, alors que Henri Simon et Claude Lefort défendent le principe des cellules autonomes de travailleurs, qui puissent librement et publiquement exprimer leurs désaccords. Un autre point de désaccord est l'analyse de la situation politique de 1958 : Castoriadis considère qu'il faut agir contre le danger fasciste représenté par De Gaulle, alors qu'Henri Simon pense qu'il est arrivé au pouvoir pour mettre à fin à la guerre d'Algérie.

### Informations et Liaisons Ouvrières
Le débat sur le rôle et le fonctionnement de l'organisation, associés à la découverte du communisme de conseils, provoquent en 1958 le départ d'une vingtaine de militants, emmenés par Henri Simon et Claude Lefort. Ils forment Informations et liaisons ouvrières (ILO). L'ancien dirigeant trotskiste vietnamien Ngô Văn, technicien chez Jeumont Schneider, les rejoint bientôt. 
Conformément à ce qu'ils défendaient au sein de Socialisme ou Barbarie, les militants d'entreprise, dont Henri Simon, forment le Regroupement Inter-entreprises, qui rassemble des « militants de boîte » et cherche à collaborer avec des groupes animés par la Fédération anarchiste et Voix Ouvrière. Seuls Henri Simon et Guy Gély font le lien entre les deux.  Dès 1960, le Regroupement Inter-entreprises publie le bulletin Informations correspondances ouvrières. Peu à peu, l'activité d'ILO, qui regroupe principalement les intellectuels et les étudiants, s'affaiblit et le groupe disparait en 1962.

### Informations et Correspondances Ouvrières
En 1962, le Regroupement Inter-entreprises se transforme  en Informations et correspondances ouvrières (ICO). Ce sont Henri Simon et son épouse Odette qui assurent le secrétariat des réunions, qui sert de base à la rédaction du bulletin. Des relations sont nouées avec Noir et Rouge et avec les Cahiers du socialisme de conseil de Maximilien Rubel. Les membres, dont Henry Chazé, Ngô Văn, Christian Lagant, Serge Bricianer, Daniel Saint-James, ou encore l'anarchiste Bulgare Marcel Kouroriez partagent la même méfiance pour les organisations traditionnelles (partis, syndicats), auxquelles ils préfèrent les pratiques d'auto-organisation des luttes. C'est ce qu'ils font, dans leurs entreprises, en mai 68. 

#### ICO et l'Internationale situationniste
Dès 1967, ICO entretient des relations tumultueuses avec l'Internationale situationniste (IS) et de groupes « pro-situs », dont une Internationale anarchiste représentée par Jacques Le Glou. Bien que l'IS se soit rapprochée du communisme de conseils, des divergences existent sur le rôle de l'organisation, sur la place de la théorie et des intellectuels. Cela vaut à Henri Simon les invectives de René Riesel, tandis que René Viénet fustige ICO dans les colonnes de l'Internationale situationniste.

#### =Après Mai 1968
Après mai 68, de nombreux étudiants affluent dans ICO, qui passe d'une dizaine à une centaine de personnes. Cette soudaine croissance engendre des débats très éloignées des préoccupations originelles du groupe, notamment avec le spécialiste du happening Jean-Jacques Lebel ou encore l'opéraïste Yann Moulier-Boutang. 
En avril 1973, désappointé par l'évolution du groupe, Henri Simon quitte ICO, qui disparait en novembre de la même année. Il s'inscrit alors à l'université et commence une thèse de sociologie consacrée au refus du travail. Il ne l'achèvera jamais, notamment du fait de la disparition des matériaux accumulés dans un cambriolage.

### Échanges et mouvements
Lors d'une réunion à Boulogne-sur-Mer en avril 1974, qui réunit des anciens d'ICO, les groupes Liaisons (Belgique, Daad en Gedachte (Pays-Bas (notamment Cajo Brendel), Self-Management Group (Australie) et Schwarze Protokolle (Allemagne) et des camarades anglais issus de Solidarity, qui avait été la branche anglaise de Socialisme ou Barbarie, Henri Simon soumet le texte Le nouveau mouvement, qui va devenir le manifeste du réseau Échanges et mouvement, fondé l'année suivante. De nouveaux contacts internationaux se nouent, notamment avec John Zerzan. 
Le 25 juin 1976, une grève générale contre la hausse des prix secoue la Pologne. Le gouvernement de Gierek recule aussitôt. Henri Simon consacre un livre à cette journée, publié en 1977 chez Spartacus. Il montre les contradictions d'une Pologne coincée entre son insertion croissante dans le marché mondial et sa dépendance énergétique avec l'URSS, et les hésitations du pouvoir sur l'autonomie accordée aux chefs d'entreprise et le rôle du parti. Puis, il y montre le développement de la grève et sa rapide victoire. Pour lui, cette journée exceptionnelle démontre que, sans syndicats et sans parti politique, la classe ouvrière peut faire reculer le capitalisme.
Avec son ami Cajo Brendel, Henri Simon consacre un livre aux luttes autonomes de la classe ouvrière en Espagne après la mort du général Franco, puis le Pacte de la Moncloa. Publié en janvier 1979 par Echanges et mouvements, il est aussitôt repris par les Éditions Spartacus, qui se contentent de coller leur logotype et leur liste de publications sur les exemplaires existants. Dans cet ouvrage, les auteurs montrent comment, après l'échec de la révolution espagnole, les couches les plus dynamiques de la bourgeoisie espagnole se sont employées à moderniser les structures économiques et les relations sociales, en s'organisant au sein de l'Opus Dei, puis de l'Association catholique nationale des propagandistes. Le rétablissement de la démocratie constitue le dernier acte de cette modernisation, en intégrant les syndicats (y compris, malgré elle, la CNT) et les partis politiques notamment le Parti communiste. C'est ce qui explique l'essoufflement rapide des nombreux comités de quartiers, des grèves et des organisations d'extrême-gauche, qui vont chercher dans l'avant-gardisme et le régionalisme un nouveau souffle illusoire. 
En 1977, Henri Simon s'installe en Grande-Bretagne. Il participe au London Workers Group, un réseau de travailleurs où se retrouvent anarchistes -communistes, anarcho-syndicalistes et communistes de conseil, qui publie le bulletin Workers Play Time. En 1985, après l'échec de la grève des mineurs, le réseau va se dissoudre, certains membres rejoignant Class War. Observateur attentif des mouvements sociaux, Henri Simon va écrire un livre sur la grande grève des mineurs britanniques de 1984-1985.  
Henri Simon revient habiter en France en 1991, continuant la publication du bulletin Echanges. En 1996, il complète cette publication par un « 4 pages », Dans le monde, une classe en lutte, qui rassemble des informations sur les grèves et mouvements de travailleurs dans le monde entier, diffusé à 3 000 exemplaires.

## Publications
- Une expérience d’organisation ouvrière. Le Conseil du personnel des Assurances Générales-Vie, 1957 (réédition 2002).
- Le 25 juin 1976 en Pologne : travailleurs contre capital, Spartacus, 1977.
- Henri Simon et Cajo Brendel, De l'anti-franquisme à l'après-franquisme. Illusions politiques et lutte de classe, Spartacus, 1979, 172 p.
- Pologne 1980-82, lutte de classes et crise du capital, Spartacus, 1982.
- « To the bitter end ». Grève des mineurs en Grande-Bretagne (mars 1984-mars 1985), Acratie, 1987.

## Photographies
- Photographies d'Henri Simon et Maurice Rajsfus dans les locaux de Radio libertaire, mars 2010.